# سوار الصداقة
سوار الصداقة هو سوار مزخرف يُهديه شخص لآخر رمزًا للصداقة. غالبًا ما تُصنع أساور الصداقة يدويًا، عادةً من خيوط التطريز، وهي نوعٌ من المقرمة. هناك أنماط متنوعة، لكن معظمها يعتمد على العقدة النصفية البسيطة نفسها. إنها تُمثل صداقةً قويةً ودائمةً.